# Руски космизам
Руски космизам је покрет руске филозофске мисли заснован на холистичком погледу на свет, представљајући једну од оригиналних верзија светског космизма. Карактерише га свест о универзалној међузависности и јединству, тражење места човека у Свемиру, однос Свемира и земаљских процеса, препознавање пропорционалности микрокосмоса (човека) и макрокосмоса (Васељене) и потребе мерења људске делатности принципима целовитости овог света. Укључује елементе науке, филозофије, религије, уметности, као и псеудонауке, окултизма и езотеризма. Овај тренд је описан у значајном броју руских публикација о антропокозмизму, социокосмизму, биокосмизму, астрокосмизму, софиокосмизму, светокосмизму, космоестетици, космоекологији и другим сродним темама, али практично нема приметан утицај у западним земљама.

## Порекло појма
Интересовање за космизам појавило се у СССР-у у вези са развојем астронаутике и актуализацијом друштвених и еколошких проблема.
Термин „руски космизам“ као карактеристика националне мисаоне традиције настао је 1970-их година.
- Према једној верзији, аутор појма „руски космизам“ је Јулија Шишина, службеница Александра Чижевског у последњим годинама његове делатности;[3]
- Према другим изворима, термин је предложио Николај Гаврјушин септембра 1970. како би означио правац коме је припадао Константин Циолковски;[4]
- Према трећој верзији, термин „филозофија руског космизма“ је у научни оптицај увео Фјодор Гиренок 80-их година 20. века, иако су се изрази „космичко мишљење“, „космичка свест“, „космичка историја“ и „космичка филозофија” (фр. philosophie cosmique) налазили у окултној и мистичној литератури 19. века (Карл Дупрел, Макс Теон, Хелена Блавацки, Ени Безант, Петар Успенски), као и у еволуционој филозофији.[2]

Термин „космичка филозофија“ користио је  Циолковски. Осамдесетих и деведесетих година 20. века, у руској књижевности је доминирало уско схватање руског космизма као природословне школе (Николај Фјодоров, Николај Умов, Николај Холодни, Константин Циолковски, Владимир Вернадски, Александар Чижевски и други). Међутим, касније, широко тумачење руског космизма као социокултурног феномена почиње да добија све већи значај, укључујући и назначено „уско“ схватање као свој посебан случај, заједно са другим правцима руског космизма, као што су религиозно-филозофски, поетско-уметнички, естетски, музичко-мистични, егзистенцијално-есхатолошки, пројективни и други. Истовремено, истраживачи примећују разноликост и конвенционалност класификација овог феномена из два разлога: сви „космисти“ су били обдарени талентима у различитим сферама културе и били су оригинални мислиоци који су створили прилично независне системе који су захтевали индивидуалну анализу.

## Природно-научни и религиозно-мистични руски космизам
Еволуција космистичког погледа на свет историјски је прошла кроз неколико фаза. Његовим главним правцима треба сматрати религиозне, филозофске и природне науке.
Религиозно-мистичко крило руског космизма повезано је са идејом јединства духовног, космичког и људског, космичког и моралног. Основа овог облика космизма била су два методолошка концепта - теолошки и еволуциони, узети у њиховој комбинацији. Једну од варијанти религиозно-мистичког космизма представља Владимир Соловјов у оквиру филозофије јединства; његова суштина је софизам универзума, преображај космоса услед преображаја човечанства у богочовечанство, етика универзума. Главни представници су Федоров, Соловјов, Рерих и Берђајев.
Природнонаучно крило руског космизма обично укључује Циолковског, Умова,  Чижевског и Вернадског. Заједнички извор мисли за њих је била идеја да су природни предлози природе недовољни за живот човечанства и да треба створити нову природу на основу разума и науке. Сам процес стварања новог квалитета је глобалне еволутивне природе. Вернадски је сматрао еволуцију биосфере као јединство космичких, геолошких, биогених и антропогених процеса. Човечанство постаје моћна геолошка сила. Под овим условима, он се суочава са питањем реструктурирања биосфере у интересу слободоумног човечанства у целини. Ново стање, коме се човечанство приближава, а да то не примећује, Вернадски је окарактерисао као „ноосферу“ (сферу ума), где природни и друштвени закони чине нераскидиво јединство. Еволуциони процес поприма нови правац – ноокосгенетски, и тиме космичка и планетарна реалност постаје нова врста интегритета.

## Принципи
Неки филозофи налазе сагласје између главних принципа филозофије космизма и многих фундаменталних идеја савремене научне слике света и њиховог позитивног потенцијала за развој нове метафизике као филозофског темеља нове етапе у развоју науке. Присталице виде релевантност идеја космизма у решавању изазова нашег времена, као што су проблем проналажења моралних смерница, уједињења човечанства пред кризом животне средине и превазилажења феномена културне кризе. Присталице сматрају космизам изворним плодом руског ума, суштинским делом „руске идеје“, чији специфично национални карактер треба да има корене у јединственом руском архетипу „свејединства“.
С друге стране, руски космизам је уско повезан са псеудонаучним, окултним и езотеријским токовима филозофске мисли и неки истраживачи га препознају као спекулативни концепт формулисан у веома нејасним терминима.